# Schistometopum gregorii
Schistometopum gregorii és una espècie d'amfibi sense pates de la família dels cecílids. Va ser descrit per George Albert Boulenger el 1895. El nom específic gregorii honra John Walter Gregory, geòleg i explorador britànic.
Viu en fang negre prop de rius i zones agrícoles. Es desconeix el seu mode reproductiu, però el seu parent més proper conegut és el vivípar.

## Distribució
Habita a Kenya i Tanzània. No se sap gaire sobre aquesta espècie. S'ha recollit a zones de conreu, doncs sembla que tolera les pertorbacions.